# چم قلعه (کوهدشت)
چم قلعه (کوهدشت)، روستایی از توابع بخش درب گنبد شهرستان کوهدشت در استان لرستان ایران است.

## جمعیت
این روستا در دهستان درب گنبد قرار دارد و براساس سرشماری مرکز آمار ایران در سال ۱۳۸۵، جمعیت آن ۵۳۷ نفر (۱۰۵خانوار) بوده‌است.